# Высоцкий, Сергей Витальевич
Сергей Витальевич Высоцкий (укр. Сергій Віталійович Висоцький; род. 10 июля 1985, Киев, УССР, СССР) — украинский журналист и политический деятель. Народный депутат Украины VIII созыва от партии «Народный фронт», заместитель председателя комитета по вопросам свободы слова и информационной политики.

## Биография
Родился 10 июля 1985 года в Киеве, имеет общее среднее образование.

### Журналистская карьера
Работал в газетах «Коммерсантъ Украина», «Економічні Вісті», «Газета 24».
С февраля 2009 года по сентябрь 2011 год был политическим обозревателем журнала «Фокус».
После этого — спецкорреспондент «Информационное агентство» ЛигаБизнесИнформ", в 2014 году — заместитель главного редактора ООО «Новини-ТВ»

### Политическая карьера
С ноября 2014 года народный депутат Верховной Рады Украины VIII созыва. Прошел в парламент от партии «Народный фронт» под номером 44. В ходе выборов стал одним из подписантом письма, предлагавшего политическим силам Евромайдана начать процесс согласования кандидатов в одномандатных избирательных округах, не допустив прохождения в Верховную Раду коррупционеров, представителей старого режима и сепаратистов.
Является заместителем председателя комитета по вопросам свободы слова и информационной политики, заместителем члена постоянной делегации в Парламентской ассамблее Организации по безопасности и сотрудничеству в Европе. Помимо этого, член групп по межпарламентским связям с США, КНР, Японией, Латвией, Великобританией, Чили и Израилем.
1 ноября 2018 года был включен в список украинских физических лиц, против которых российским правительством введены санкции.
Участвовал в досрочных парламентских выборах 2019 года от партии «Европейская солидарность» (44 место в партийном списке).

## Работа на телевидении
с 2019-2022 ведущий программы «Красные линии» на телеканале «Эспрессо TV»
c 2022- ведущий программ «На линии огня» и «Победим вместе» на телеканале «Прямой»